# Zakrojsjtjik iz Torzjka

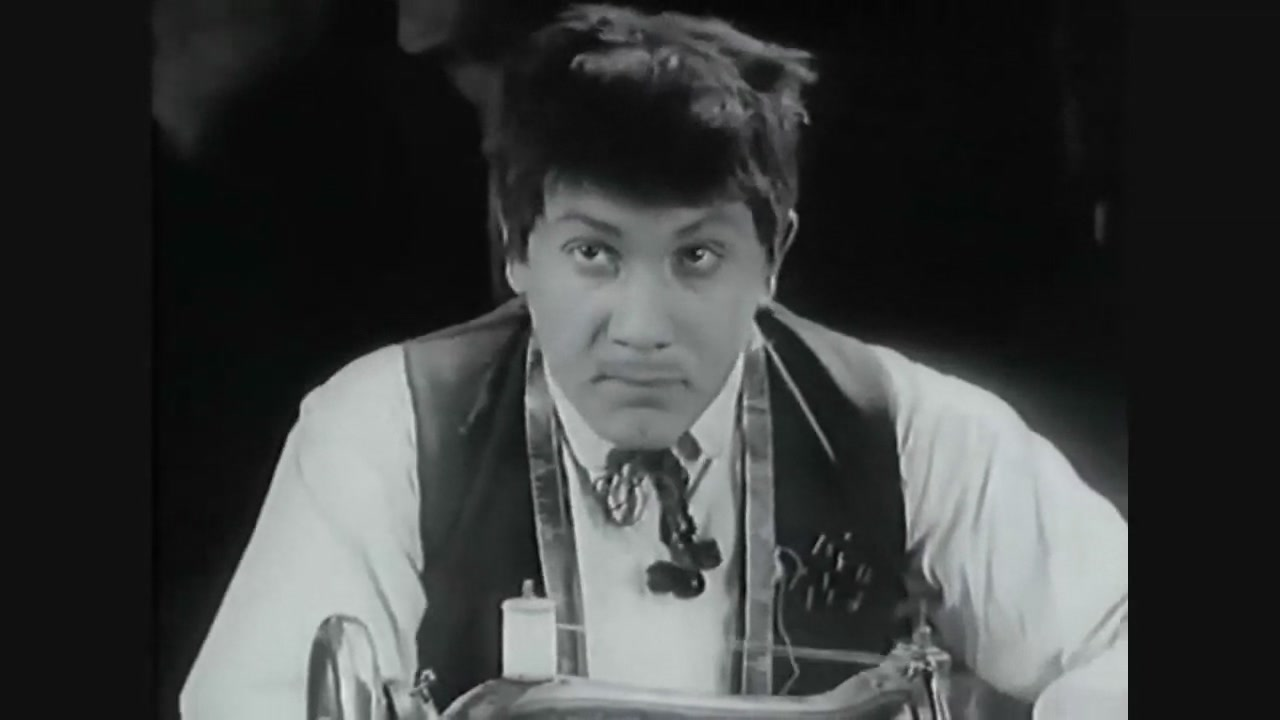
Igor Iljinskij i titelrollen.

Zakrojsjtjik iz Torzjka (ryska: Закройщик из Торжка, inofficiell översättning: Skräddaren från Torzjok) är en  excentrisk (se: Ryska avantgardet) stumfilmskomedi från 1925, regisserad av Jakov Protazanov.

## Handling
Handlingen utspelar sig i den lilla provinsstaden Torzjok i Tver oblast under perioden av den nya ekonomiska politiken (NEP) som Lenin införde i Sovjetryssland 1921, som  "en tillfällig kompromiss med kapitalismen" för att öka produktionen under ryska inbördeskriget.
Petja arbetar i en skräddarverkstad som ägs av änkan Sjirinkina. På grannfruarnas inrådan bestämmer sig änkan för att gifta sig med sin anställde. Hon skickar iväg honom för att köpa en bröllopspresent för lönen han tjänat in, men när Petja istället köper en obligation i ett statslotteri börjar förvecklingarna. Obligationen vandrar från hand till hand, men i slutändan får allt ett lyckligt slut för Petja och den han verkligen älskar.

## Rollista
- Igor Ilinskij – Petja Petelkin, skräddare
- Lidija Dejkun – änkan Sjirinkina
- Vera Maretskaja – Katja, hushållerska (hennes filmdebutroll)
- Olga Zjizneva – "främlingen"
- Anatolij Ktorov – en ung man
- Iosif Toltjanov – Semizjilov, butiksägare
- Serafima Birman – granne till änkan Sjirinkina
- Eva Miljutina – granne till änkan Sjirinkina [5]